# Who Framed Roger Rabbit (videogioco 1988)
Who Framed Roger Rabbit è un videogioco per computer Amiga, Apple II, Atari ST, Commodore 64 e MS-DOS, tratto dal film Chi ha incastrato Roger Rabbit e pubblicato dalla Buena Vista Software nel 1988. Il giocatore controlla Roger Rabbit attraverso quattro livelli con meccaniche di gioco differenti.
Gli omonimi Who Framed Roger Rabbit per NES e Who Framed Roger Rabbit per Game Boy, usciti più tardi, sono completamente diversi, sia come gameplay sia come produttori.

## Modalità di gioco
Who Framed Roger Rabbit è costituito da tre sottogiochi completamente diversi tra loro, uno dei quali si ripete due volte, per un totale di quattro livelli, tutti nei panni di Roger. Gli eventi sono introdotti da scene statiche, con testi a fumetto, di Baby Herman e Jessica Rabbit, mentre in tutto il gioco non compare mai Eddie Valiant.
Il primo livello è una sorta di gioco di guida in cui il giocatore controlla Roger a bordo di Benny il taxi. Si deve completare un percorso rettilineo a
scorrimento orizzontale su una strada urbana a due corsie. Il taxi può accelerare e decelerare, cambiare corsia e fare grandi salti. Altri veicoli viaggiano nei due sensi su entrambe le corsie e fanno da intralcio, mentre passare sulle pozzanghere di "salamoia" (un acido che nel film può uccidere i cartoni animati) fa perdere una vita. L'auto delle faine (gli scagnozzi del giudice Morton) sta compiendo lo stesso percorso e si deve arrivare a destinazione prima di loro. Si può saltare anche sopra gli altri veicoli e in alcuni casi sui cornicioni degli edifici di sfondo. Sulle pareti degli edifici si possono trovare power-up da raccogliere saltando.
Il secondo livello si svolge presso il club Ink & Paint, in cui Roger deve raccogliere dai tavoli i menù, tra i quali si nasconde il testamento di Marvin Acme, scritto con inchiostro invisibile. La schermata è fissa e isometrica e mostra sette tavolini tondi senza clienti, tra i quali vanno e vengono i camerieri pinguini, lasciando menù o bicchieri di whiskey ai quattro posti di ciascun tavolo. Roger corre in continuazione in tondo intorno ai tavoli e il giocatore può farlo passare da un tavolo all'altro e raccogliere gli oggetti. Se per sbaglio prende un bicchiere, l'alcol lo manda fuori controllo per un po'. Ogni tanto in basso passa il gorilla buttafuori, e se afferra Roger lo sbatte fuori, con perdita di una vita.
Il terzo è un altro livello di guida del taxi, sostanzialmente uguale al primo.
Il quarto livello è ambientato nei magazzini delle industrie Acme, e Roger deve riuscire a salvare Jessica, mostrata in piccolo in fondo allo schermo, prima che sia raggiunta dall'autopompa di salamoia di Morton. Lo scenario è multischermo a piattaforme e si estende su due piani collegati da ascensori. Roger può camminare in orizzontale, saltare, prendere uno alla volta e utilizzare gli oggetti. Questi si trovano nelle casse di sfondo e rappresentano vari tipi di scherzi della Acme. Il manuale del gioco li descrive tutti come se fosse un catalogo (le cui informazioni servono anche per la protezione dalla copia); si trovano ad esempio buchi portatili, supercolla, petardi o bucce di banana. Quando si incontra una delle faine la si deve eliminare facendola morire dal ridere, ossia facendo subire ripetutamente a Roger gli effetti comici degli scherzi. Certi tipi di scherzi possono avere altre utilità specifiche per aiutare a raggiungere il punto di arrivo dello scenario.

## Accoglienza
I giudizi della stampa di settore su Who Framed Roger Rabbit furono molto variabili. Spesso veniva apprezzato sul piano estetico, ma poco per quanto riguarda l'interesse e la giocabilità. Un problema segnalato di frequente, almeno in versione Amiga, era la pesantezza dei caricamenti multipli da disco.